# Knokke Challenger 1990
Il Knokke Challenger 1990 è stato un torneo di tennis facente parte della categoria ATP Challenger Series nell'ambito dell'ATP Challenger Series 1990. Il montepremi del torneo era di $50 000 e si è svolto nella settimana tra il 6 agosto e il 12 agosto 1990 su campi in cemento. Il torneo si è giocato a Knokke-Heist in Belgio.

## Vincitori

### Singolare
Marcos Górriz ha sconfitto in finale  Josef Čihák con il punteggio di 7–5, 2–6, 6–1.

### Doppio
Andrej Ol'chovskij /  Dmitrij Poljakov hanno sconfitto in finale  Xavier Daufresne /  Denis Langaskens con il punteggio di 6–4, 4–6, 6–3.